# سلوك السرب

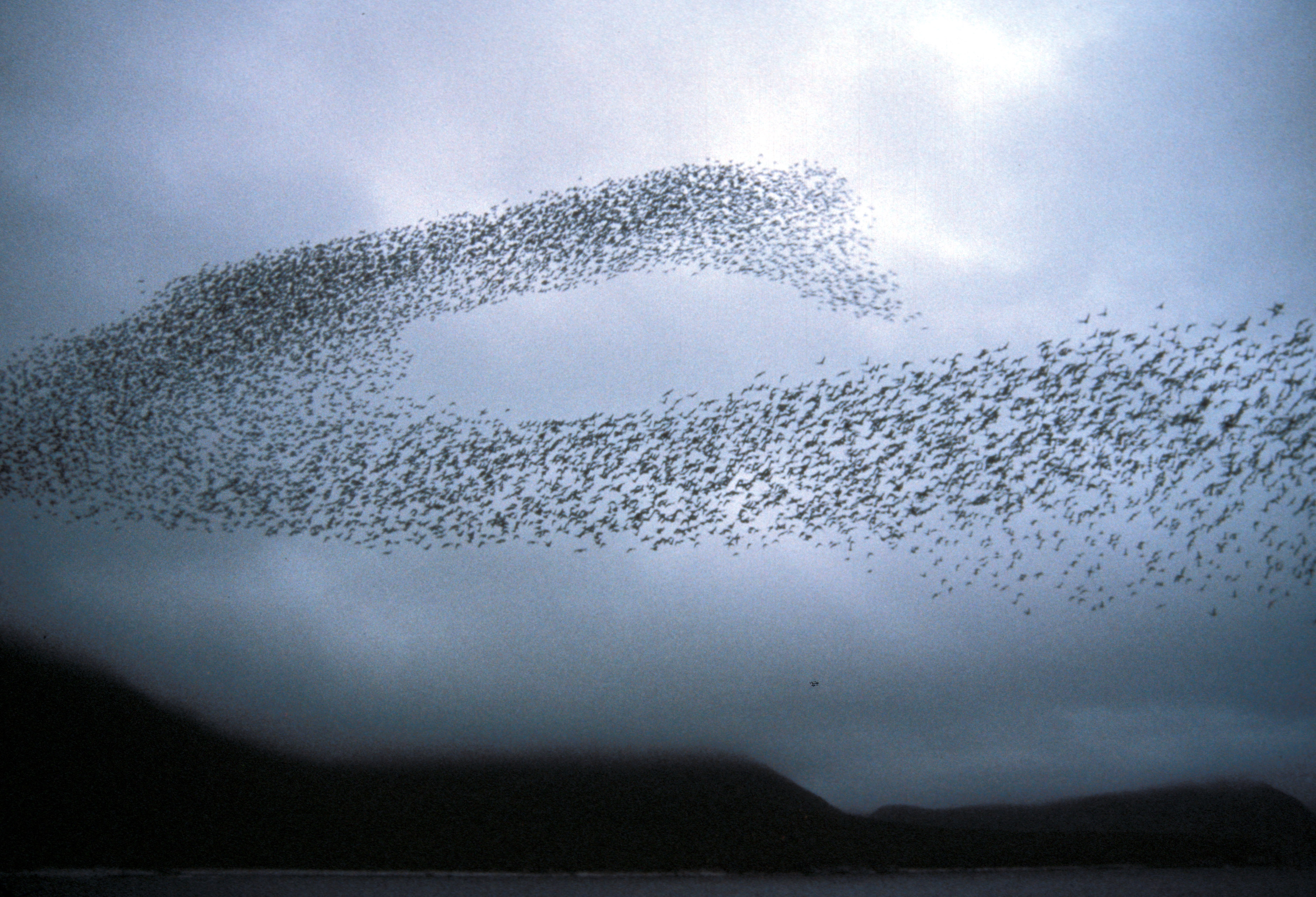
سرب طيور.

سلوك السرب أو الإحتشاد هو سلوك جماعي تظهره كيانات، لا سيما الحيوانات، ذات الحجم المماثل والتي تتجمع معًا، وربما تتجمع حول نفس المكان أو ربما تتحرك بشكل جماعي أو تهاجر في إتجاه ما.
إنه موضوع متعدد التخصصات للغاية. كمصطلح يتم تطبيق التطهير بشكل خاص على الحشرات، ولكن يمكن أيضًا تطبيقه على أي كيان أو حيوان آخر يظهر سلوك السرب. يمكن أن يشير مصطلح التدفق أو النفخة على وجه التحديد إلى سلوك السرب في الطيور، والرعي للإشارة إلى سلوك السرب في رباعيات الأطراف، والتدفئة أو التعليم للإشارة إلى سلوك السرب في الأسماك.
تتجمع العوالق النباتية أيضًا في أسراب ضخمة تسمى الإزهار، على الرغم من أن هذه الكائنات هي طحالب وليست ذاتية الدفع كما هي الحال بالنسبة للحيوانات. بالتبعية مصطلح «سرب» ينطبق أيضًا على الكيانات غير الحية التي تظهر سلوكيات موازية، كما هو الحال في سرب الروبوت، أو سرب الزلازل، أو سرب من النجوم.